# خاچیک آسریان
خاچیک مائیسی آسریان (ارمنی: Խաչիկ Մայիսի Ասրյան؛ زادهٔ ۱۳ فوریهٔ ۱۹۷۰) سیاست‌مدار  و فرد نظامی اهل ارمنستان است.

## زندگی‌نامه
وی در ۱۳ فوریه ۱۹۷۰ در گوریس به دنیا آمد و از انستیتو دولتی فرهنگ سلامت و ورزش پرورش اندام ارمنستان فارغ‌التحصیل گشت. وی برنده جوایزی همچون مدال موسس خورناتسی، مدال گارگین نژده و مدال یادبود نخست‌وزیر ارمنستان است.